# 比法市王國
比法市王国（英語：Biffeche），是在西非洲最西部的小王国，塞内加尔和毛里塔尼亚的边界上。用英文或法文是 "Biffeche"。 古代的时候比法市的王们都是本地人（黑非洲人），不过1963年后比法市的王都是美国人（白人）。 第一个白王，从1963年到1997年， 名叫「爱德华一世」或 "Edward I"。  现在的王名叫「罗纳德」一世 或 "Ronald I"。 比法市王国现代不是独立的国家。居民包括富拉尼人、塞雷尔人、沃洛夫人。

## 外部連結
- 王国的网页（英文） （页面存档备份，存于）
- 王国卫星地图
- 古代王国地图 （页面存档备份，存于）